# NGC 7430
NGC 7430 este o galaxie situată în constelația Pegas. A fost descoperită în 27 august 1864 de către Heinrich Louis d'Arrest.